# Cristiano Fazzi
Cristiano Fazzi (Reggio Calabria, 6 maggio 1972) è un ex cestista e allenatore di pallacanestro italiano.
Era un playmaker alto 181 centimetri che prediligeva il gioco veloce e dinamico. È figlio dell'ex calciatore Marco Fazzi, attaccante della Casertana per 9 anni.

## Carriera
È cresciuto cestisticamente nella Juvecaserta dove ha fatto parte anche della rosa capace di vincere lo storico scudetto nel maggio 1991, quando aveva 19 anni. Ha militato a Caserta dal 1989 al 1997, fatta eccezione per una breve parentesi a Ragusa nell'annata 1994-95. Successivamente ha militato con l'Andrea Costa Imola (1997-2002), la Pallacanestro Cantù (2002-03) e la Virtus Rieti (2003-2006).
Dopo aver giocato due stagioni nella Junior Casale Monferrato, il playmaker è sceso di categoria andando a giocare ad Ozzano ritrovando come compagno Vincenzo Esposito (già con lui a Caserta e Imola). Nel 2009-10 fa ritorno all'Andrea Costa Imola in Legadue, allenando contemporaneamente anche l'under 13 della formazione imolese.
Nel gennaio 2011 approda da giocatore al Basket Massa, squadra romagnola del paese di Massa Lombarda. Dall'estate successiva intraprende la sua prima esperienza da allenatore sempre del Massa, nella Serie C2 regionale Emilia-Romagna, incarico mantenuto fino al 2013. Nel 2014-2015 ha guidato l'International Basket Imola in Serie D.

## Palmarès
- Campionato italiano: 1

Caserta: 1990-91